# American Motors

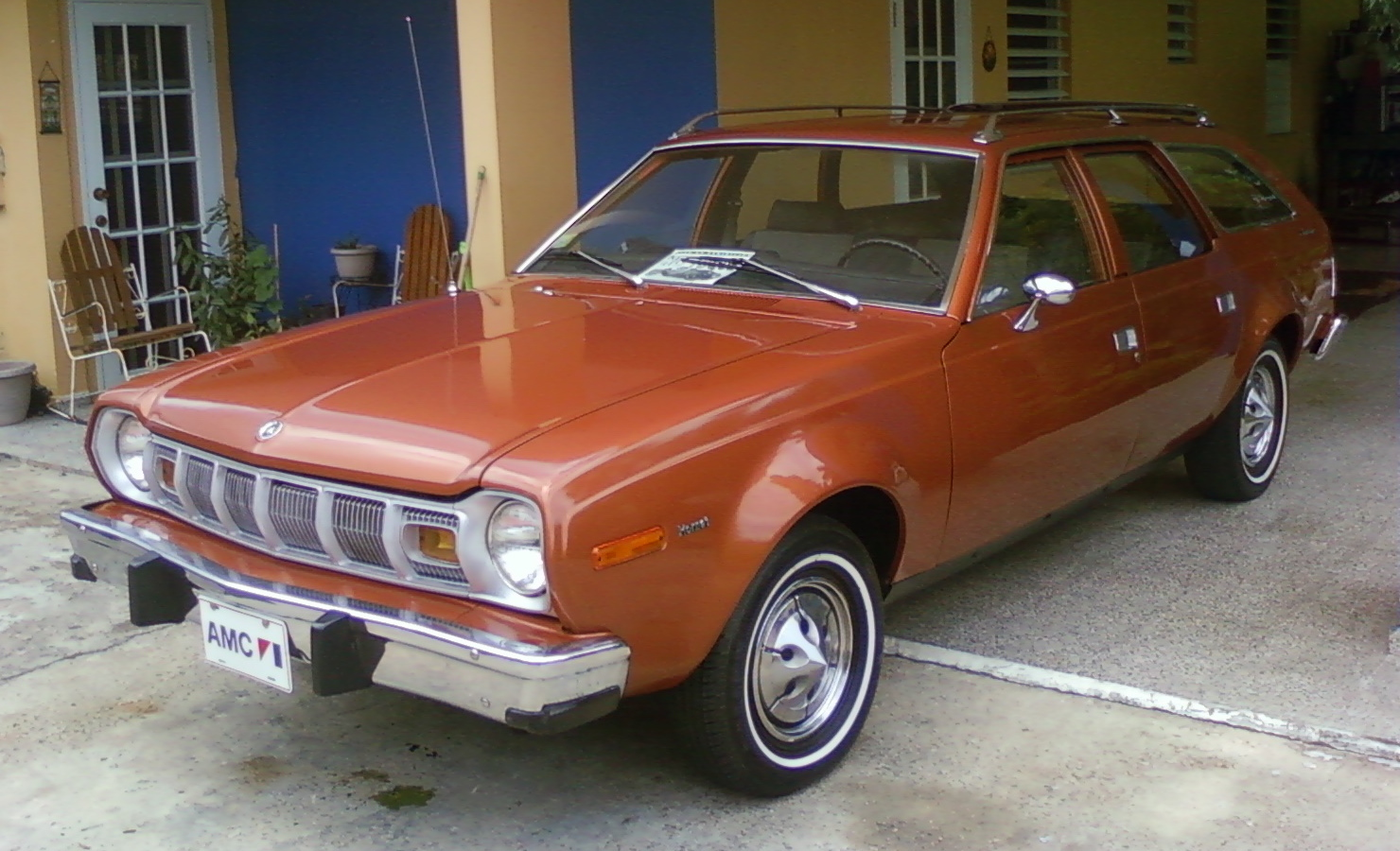
1976 Hornet Sportabout

American Motors Corporation (zkráceně AMC) byla americká automobilka, která vznikla roku 1954 sloučením automobilek Nash a Hudson. Postavení společností na trhu v té době upadalo a obě zaznamenaly značnou finanční ztrátu. Organizátorem sloučení byl George W. Mason a sídlo nové společnosti se nacházelo ve městě Southfield ve státě Michigan. Prvním vozem značky AMC byl typ Rambler s osmiválcovým motorem vyráběný v letech 1954 až 1959. Mezi další typy patřily vozy Statesman a Ambassador. Během osmdesátých let AMC spolupracovala s francouzskou automobilkou Renault. V roce 1987 firmu odkoupila společnost Chrysler. Společnost American Motors definitivně zanikla roku 1988.